# Axis indický
Axis indický (Axis axis) je menší, nápadně zbarvený druh jelena jihu Asie. Je pokládán za nejhezčí druh jelena. V Indii se mu říká čital podle nápadně skvrnitého zabarvení. čita nebo čitra znamená v hindštině „skvrnitý“.

## Pojmenování
- hindsky: čital hiran
- maráthsky: haran
- bengálsky: čitral horin
- telugsky: džínka
- tamilsky: pulli maan
- anglicky: chital deer

## Vzhled
Axis patří k menším jelenům. Samec měří v kohoutku 70–80 cm, tělo dosahuje délky 170 cm, včetně 20 cm dlouhého ocasu. Hmotnost dosahuje 70–90 kg, samci jsou vždy těžší než laně. Axis je nápadně pestře zbarven, základní barva je rezavá až skořicová s četnými bílými skvrnami. Velká bílá skvrna půlměsičitého tvaru je na hrdle. Čenich a okolí tlamy jsou tmavě hnědé až černé. Spodek ocasu, břicho a vnitřní strany končetin jsou bílé.
Axis je elegantní, štíhlé zvíře s dlouhým krkem a končetinami, štíhlým tělem a menší, výrazně zašpičatělou hlavou. Ocas je poměrně dlouhý a jeleni jeho vztyčením signalizují nebezpečí podobně jako daňci nebo jelenci. Parohy nosí pouze samec, jsou dlouhé až 70 cm, ale hodně tenké, lyrovitého tvaru, jeden paroh má nejvýše tři výsady (jelen šesterák).

## Výskyt a prostředí
Vyskytuje se na území Indie, Nepálu, Srí Lanky a Bangladéše, v Pákistánu byl již zřejmě vyhuben. Obývá většinou světlé lesy, travnaté oblasti a savany, často v blízkosti vody. Velmi dobře plave. Nevyhýbá se ani bažinám. Axis byl vysazen v mnoha částech světa, např. v Argentině, Austrálii, na Havaji a v některých oblastech USA, zvláště v Texasu. Pokusně byl vysazován i v několika oborách Česku, ale neujal se, protože je příliš teplomilný a mláďata, narozená v únoru či březnu většinou uhynula. Na základě nařízení Komise (EU) 2022/1203 jej nelze od 2. srpna 2022 do Evropské unie dovážet.

## Způsob života

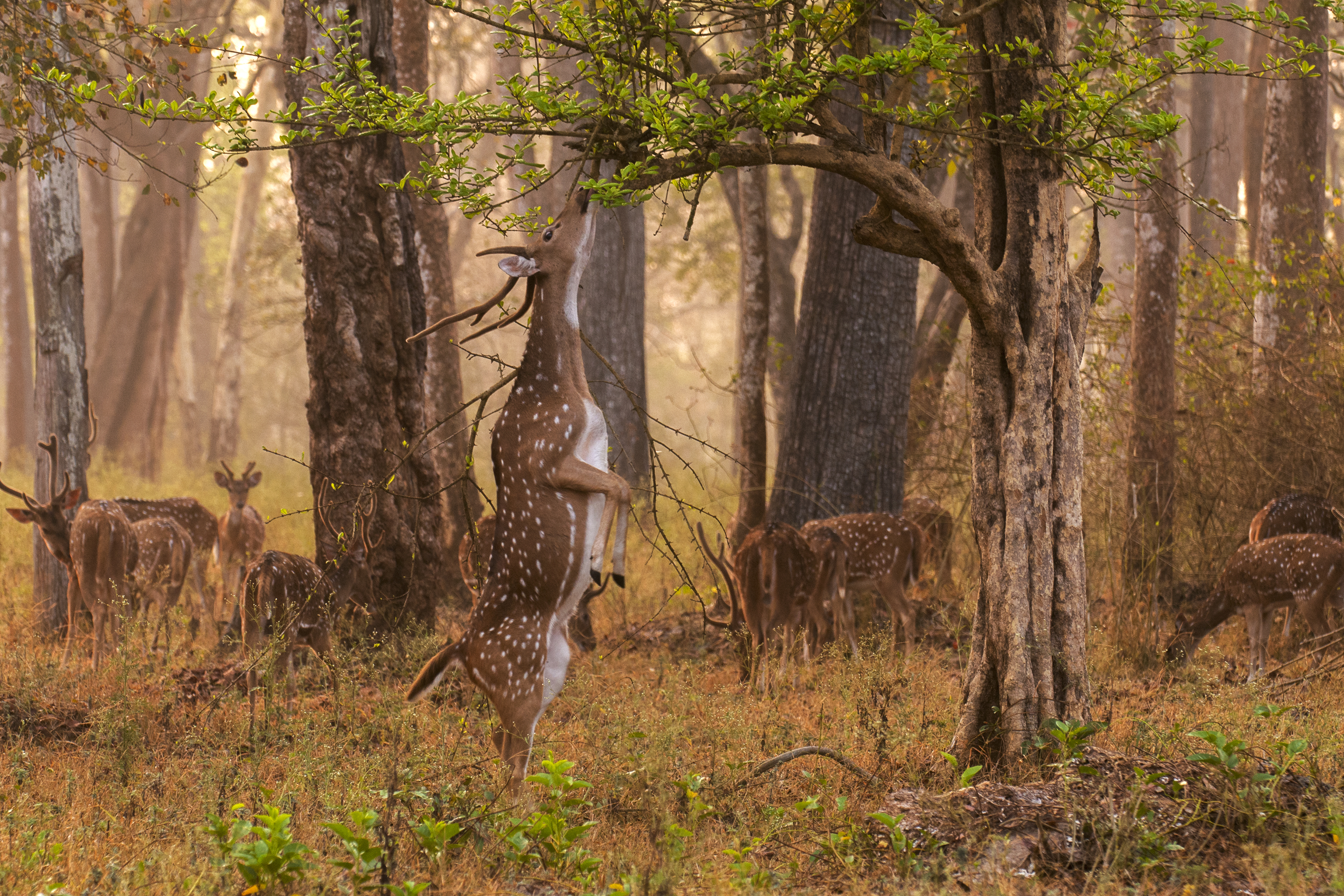
Axis indický okusující větve stromu

Axis má oproti jiným jelenům převážně denní aktivitu. Laně s mláďaty tvoří stáda až o stovce členů. Někdy se k nim druží i mladí samci, kteří však často žijí v samostatných mládeneckých tlupách. Staří samci jsou většinou samotáři. Samci sice mají dominantní postavení, ale stádo vždy vede stará laň.
Pasou se ráno a večer, přes poledne a v noci odpočívají, někdy i v mělké vodě. Pouze tam, kde jsou pronásledování člověkem nebo za letních veder se pasou v noci.
Živí se listím, větvičkami, kůrou stromů a bambusovými výhonky. Často doprovází skupiny opic (hulmanů a makaků) a sbírají ovoce, které opice shodí na zem. Opice mají lepší zrak, zatímco axisové výborný čich a sluch. Tak se mohou vzájemně velmi účinně varovat před nebezpečím.
Axis tvoří v Indii společně s antilopou nilgau a divokým prasetem hlavní složku potravy tygra. K dalším predátorům, kteří loví axisy, patří levhart, dhoul a krokodýlové. Mláďata může ulovit i velká krajta nebo šakal.

## Rozmnožování
Říje axisů není vázána na konkrétní roční období, nejčastěji probíhá na jaře, od dubna do června. Samci se v době říje přidružují ke stádům holé zvěře a obhajují teritoria s harémy laní. Samci se ozývají vysokým štěkotem, hvízdáním a vřeštěním, k bojům však mezi nimi dochází zřídka. Samice je březí 210 dnů a rodí často dvojčata. Většina porodů připadá na leden a únor. Vzácně dochází ke dvěma porodům během roku. První týden života tráví mláďata v úkrytu, kam je matka chodí nakojit. Ve věku 10–12 dnů se připojují s matkou ke stádu. Mláďata pohlavně dospívají ve věku 14–17 měsíců a mohou se dožít 18 let.

## V kultuře
O axisech se zmiňuje mnoho indických literárních památek včetně Rgvédy, kde se hovoří o bozích bouře Marutech, jejichž vozy tahají axisové. Ve starověké Indii byli axisové chováni jako okrasná zvířata v zahradách a parcích královských paláců, často spolu s pávy a antilopami jeleními. Někdy je chovali ve stájích spolu s koňmi, protože Indové věřili, že jelen od koní odvrátí nemoci a neštěstí. Podobně se ve středověké Evropě chovali u koní kozli či králíci. V některých oblastech Indie lidé věřili, že axis zabíjí nebo odhání jedovaté hady. Axisové byli v Indii tradiční lovnou zvěří, lovci je často lovili s chrty nebo ochočenými gepardy.

## Axis indický v českých zoo
V Česku tento druh chová pouze ZOO Ostrava.